# Eryngium foetidum
Espèce
Classification phylogénétique
Eryngium foetidum, appelée en français coriandre longue, coriandre vietnamienne (ngò gai), coriandre mexicaine, chardon béni, panicaut fétide et bien d'autres noms, est une plante vivace herbacée parfumée de la famille des Apiaceae. Son goût est proche de celui de la coriandre, en plus prononcé et poivré, et elle est plus résistante à la cuisson et à la dessiccation. Originaire d'Amérique tropicale, elle est maintenant cultivée dans de nombreux pays tropicaux, et notamment dans toute l'Asie du Sud-Est, où elle est plus facile à cultiver que la coriandre. Elle est également cultivée sous des climats tempérés comme une plante annuelle (elle résiste à des températures négatives jusqu'à -12 degrés).

## Composition chimique
Une analyse qualitative des feuilles a démontré la présence de tanins et de saponine, ainsi que de certains flavonoïdes ; aucun alcaloïde n'a encore été rapporté. L'acide caféique, l'acide chlorogène (CGA) et le kaempférol ont été parmi les composés phénoliques trouvés dans les feuilles d'E. foetidum.

## Utilisations

### Utilisations culinaires
Excellent exhausteur de goût, elle est principalement utilisée comme herbe aromatique, tandis qu'en Amérique centrale elle est aussi employée pour ses vertus médicinales. L'éryngium foetidum est largement utilisée dans l'assaisonnement et les marinades dans les Caraïbes, particulièrement à Cuba, en République dominicaine, à Porto Rico, à Trinité-et-Tobago, au Salvador, au Panama, au Costa Rica, en Guyane, au Suriname, en Équateur et dans les régions amazoniennes. Elle est également largement utilisée comme herbe culinaire au Cambodge, en Thaïlande, en Inde, au Népal, au Vietnam, au Laos, au Myanmar, dans le sud-ouest de la Chine et dans d'autres parties de l'Asie tropicale.
Elle est utilisée au Vietnam sous le nom de ngo gai, notamment dans la soupe pho (soupe de pâtes de riz au bœuf ou au poulet) ; et au Cambodge, où elle est appelée ជីររណារ chir orn ou ជីរសង្កើច chir sangkeuch dans de nombreuses soupes et salades khmères, ou encore phak chi farang en Thaïlande (thaï : ผักชีฝรั่ง), qui signifie coriandre Farang.
Elle est appelée zèb a fè ou chardon béni en créole des Antilles françaises (herbe à fer ou chardon béni, improprement considéré comme un chardon de la famille des Asteraceae, sans qu'il y ait de lien avec cette famille à part certains aspects), zèb la fièv en Guyane, mexican coriander, long coriander, sawtooth coriander en Amérique du Nord, culantro de coyote au Costa Rica, culantro ou recao à Porto Rico, chicoria au Brésil où il est un composant essentiel de la soupe tacacá, et du pato no tucupi (canard au tucupi, jus de manioc).
Elle est parfois utilisée comme substitut aux feuilles de coriandre, comportant néanmoins un goût plus fort. Contrairement à la coriandre, Eryngium foetidum sèche bien, conservant une bonne couleur et une bonne saveur, ce qui la rend précieuse dans l'industrie des herbes séchées.

### Utilisations médicinales
Eryngium foetidum a été utilisée en médecine traditionnelle dans les régions tropicales pour les brûlures, les maux d'oreille, la fièvre, l'hypertension, la constipation, les crises, l'asthme, les maux d'estomac, les vers, les complications de l'infertilité, les morsures de serpent, la diarrhée et le paludisme.
Eryngium foetidum est également connue sous le nom de E. antihystericum. Le nom spécifique anti-hysterium reflète le fait que cette plante a traditionnellement été utilisée pour l'épilepsie. On dit que la plante calme l'« esprit » d'une personne et empêche ainsi les « ajustements » épileptiques, ainsi elle est connue par les noms communs spiritweed et fitweed. Les propriétés anticonvulsivantes de cette plante ont été étudiées scientifiquement. On prête aux décoctions des feuilles des effets anti-inflammatoires et analgésiques chez le rat.
L'eryngial est un composé chimique isolé d'E. foetidum. L'Université des Antilles à Mona, en Jamaïque, a étudié l'utilisation de l'éryngial comme traitement de l'infection humaine à Strongyloides stercoralis (strongyloidiasis).
Il est utilisé comme plante ethnomédicament pour le traitement d'un certain nombre de maladies telles que la fièvre, les frissons, les vomissements, les brûlures, la fièvre, l'hypertension, les maux de tête, les maux d'oreille, les maux d'estomac, l'asthme, l'arthrite, les morsures de serpent et les piqûres. Une enquête pharmacologique a comparé les effets anthelminthique (contre les nématodes gastro-intestinaux) de l'eryngial et de l'Ivermectine (le médicament endectocide le plus utilisé comme anthelminthique), ainsi que des effets anti-inflammatoires, analgésiques, anticonvulsants, anticlastogènes, anticarcinogènes, antidiabétiques et antibactériennes.

## Galerie

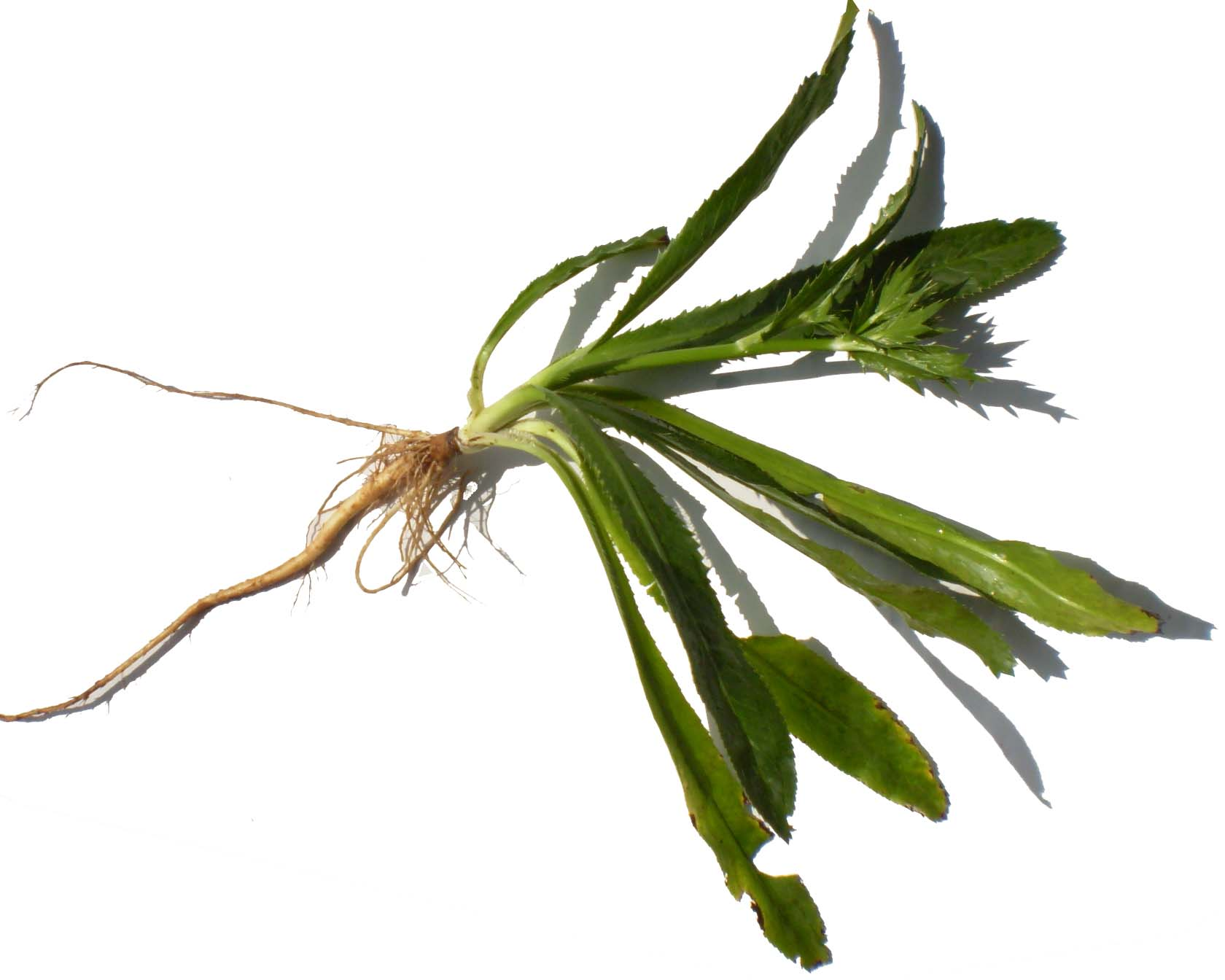
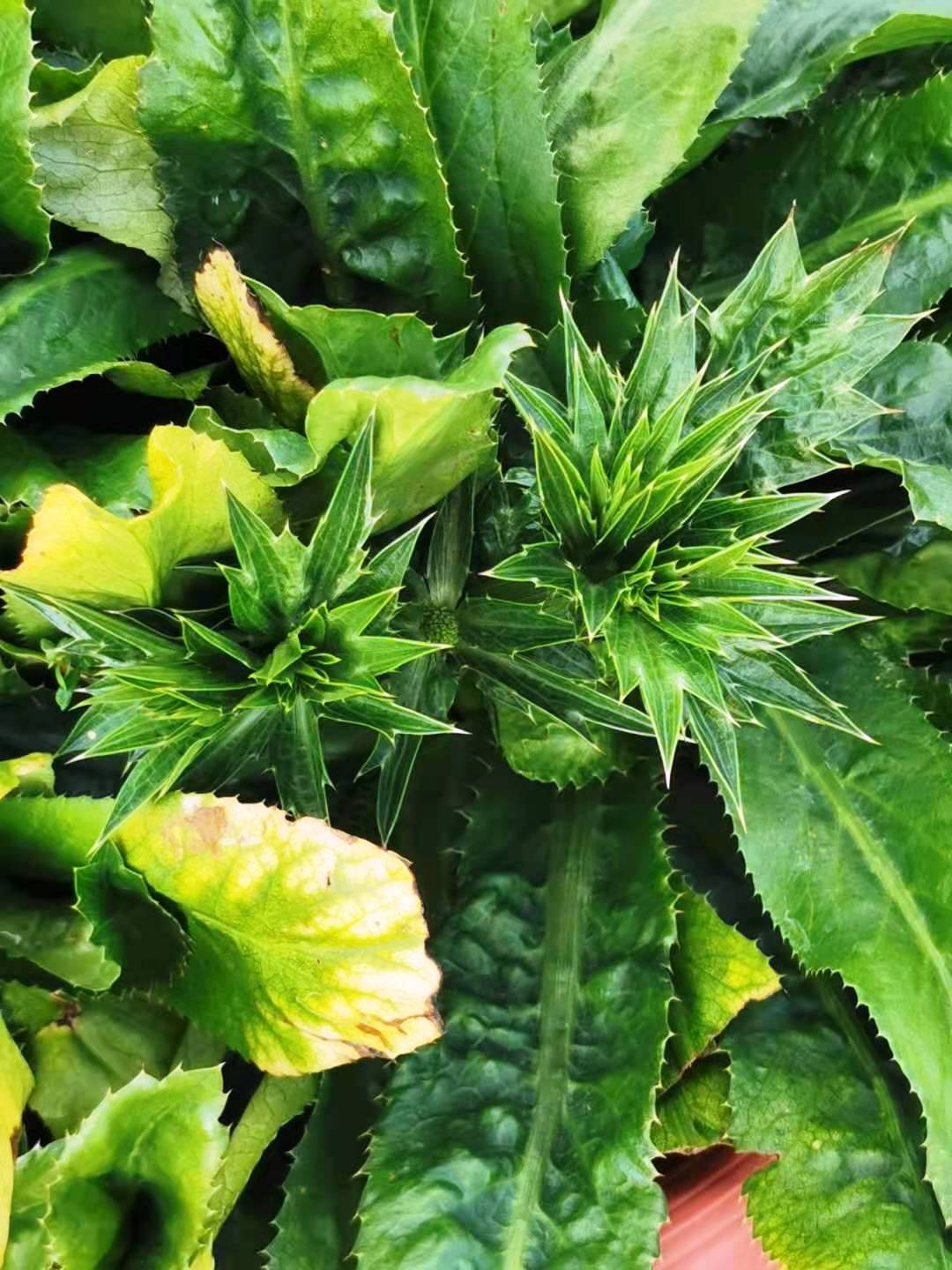